# ラスカルズ
ラスカルズ（The Rascals）は、1964年にアメリカ合衆国ニューヨークで結成された、ブルー・アイド・ソウルのバンドである。

## 概要
結成当初はヤング・ラスカルズ（Young Rascals）と名乗り、1968年のアルバム『夢みる若者』よりラスカルズに改名した。1965年から1969年にかけ、13曲を全米TOP40へ送り込むほどの大人気を博し、「Good Lovin'」 (1966年)、「Groovin'」 (1967年)、「People Got to Be Free (自由への讃歌)」 (1968年)などのビルボード・ナンバー1ヒットを持つ。
1970年、アルバム『ラスト・アルバム』の制作中にエディ・ブリガッティ（Eddie Brigati）が脱退。さらに1971年、同アルバム発売後にジーン・コーニッシュ（Gene Cornish）も脱退。フェリックス・キャヴァリエとディノ・ダネリ（Dino Danelli）の2人になったラスカルズはコロムビア・レコードに移籍。ギタリストにバジー・フェイトン（Buzz Feiten）、女性コーラスとしてアニー・サットン（Annie Sutton）、モリー・ホルト（Molly Holt）、黒人ベーシストのロバート・ポップウエル（Robert Popwell）を迎え6人編成として、1971年5月発売のアルバム『ピースフル・ワールド』を以って再出発するが、以前のような人気は得られず、翌1972年に解散した。
1997年、ロックの殿堂入りを果たす。
日本では浜田省吾や山下達郎にも影響を与え、山下は常々「私のアイドル」と称えている。

## メンバー
- フェリックス・キャヴァリエ（イタリア系アメリカ人、1944年11月29日生まれ、ニューヨーク州ペラム（英語版）出身、リードボーカル、オルガン、ピアノ担当）
- エディ・ブリガッティ（イタリア系アメリカ人、1946年10月22日生まれ、ニュージャージー州ガーフィールド出身、リードボーカル、パーカッション、マラカス、タンブリン担当）
- ジーン・コーニッシュ（フランス系カナダ人、1945年5月14日生まれ、オンタリオ州オタワ出身、ギター担当）
- ディノ・ダネリ（イタリア系アメリカ人、1944年7月23日生まれ、ニュージャージー州ジャージー・シティ出身、ドラムス、パーカッション担当）

## ディスコグラフィ

### アルバム
| タイトル                                                                                   | 発売年月日     | レーベル/カタログナンバー            | 『ビルボード』Top 200 最高位 | 『キャッシュ・ボックス』最高位 |
| ------------------------------------------------------------------------------------------ | -------------- | ------------------------------------ | ---------------------------- | ------------------------------ |
| 『グッド・ラヴィン』 The Young Rascals                                                     | 1966年3月28日  | Atlantic/8123(mono), SD-8123(stereo) | 15                           | 10                             |
| 『コレクションズ』 Collections                                                             | 1967年1月9日   | Atlantic/8134(mono), SD-8134(stereo) | 14                           | 15                             |
| 『グルーヴィン』 Groovin'                                                                  | 1967年7月31日  | Atlantic/8148(mono), SD-8148(stereo) | 5                            | 6                              |
| 『夢みる若者』 Once Upon A Dream                                                           | 1968年2月19日  | Atlantic/8169(mono), SD-8169(stereo) | 9                            | 8                              |
| 『タイム・ピース:ラスカルズ・グレイテスト・ヒッツ』 Time Peace: The Rascals' Greatest Hits | 1968年6月24日  | Atlantic/SD-8190(stereo)             | 1                            | 1                              |
| 『自由組曲』 Freedom Suite                                                                 | 1969年3月17日  | Atlantic/SD 2-901(stereo)            | 17                           | 16                             |
| 『シー』 See                                                                               | 1969年12月15日 | Atlantic/SD-8246(stereo)             | 45                           | 18                             |
| 『ラスト・アルバム』 Search and Nearness                                                   | 1971年3月1日   | Atlantic/SD-8276(stereo)             | 198                          | -                              |
| 『ピースフル・ワールド』 Peaceful World                                                    | 1971年5月      | Columbia/G30462(stereo)              | 122                          | 69                             |
| 『アイランド・オブ・リアル』 The Island of Real                                            | 1972年         | Columbia/KC 31103(stereo)            | 180                          | -                              |